# Amanita muscaria var. aureola
Amanita muscaria var. aureola (Kalchbr.) Quél., 1886 è un fungo basidiomicete della famiglia delle Amanitaceae.
Si distingue dall'Amanita muscaria per il cappello arancione senza verruche, la volva dissociata in frammenti quasi anulari e poco aderente al bulbo.

Questa variante si è rivelata particolarmente pericolosa perché spesso confusa dai più inesperti con Amanita caesarea per via del cappello aranciato e privo di verruche bianche.

## Descrizione della specie

### Cappello
3–8 cm, prima emisferico poi espanso, con qualche residuo di volva,
cuticolaliscia, di colore da rosso ad aranciato, brillante e senza verruche.
margineleggermente striato nei funghi adulti

### Lamelle
Fitte e bianche, leggermente denticolate.

### Gambo
6–12 cm x 0,9-1,2, bianco, pieno o leggermente cavo, liscio o con piccoli fiocchi, bulboso alla base.

### Anello
Supero, ricadente, bianco sopra e giallastro sotto, margine fioccoso,

### Volva
Annessa con frammenti quasi anulari.

### Carne
Bianca e giallastra sotto la cuticola.
- Odore: subnullo.
- Sapore: subnullo, dolce.

## Caratteri microscopici
Sporebianche in massa, ellissoidali, 9,0-11,2 x 6,5-7,5 µm, non amiloidi.

## Commestibilità
Velenoso, con le stesse caratteristiche di A. muscaria; provoca sindrome panterinica anche se in forma meno grave di Amanita pantherina.

## Distribuzione e habitat
Cresce in estate, solitario, in boschi di latifoglie o aghifoglie.

## Tassonomia

### Sinonimi e binomi obsoleti
- Agaricus aureolus Kalchbr. 1873
- Amanita aureola (Kalchbr.) Sacc., Sylloge fungorum omnium husque cognitorum (Abellini) 5: 12 (1887)
- Amanita muscaria f. aureola (Kalchbr.) J.E. Lange, Dansk bot. Ark. 2(3): 9 (1915)

### Specie simili

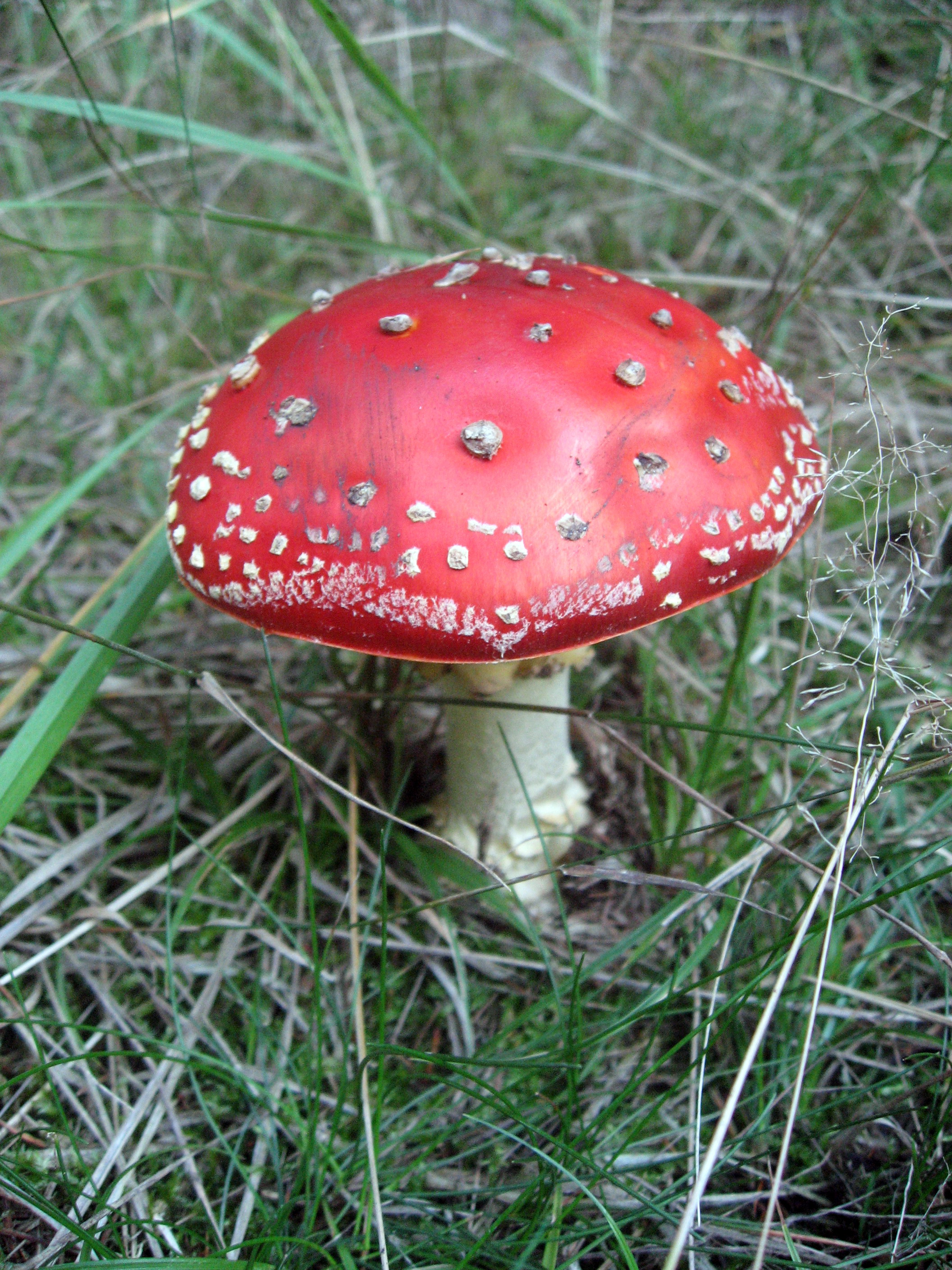
A. muscaria
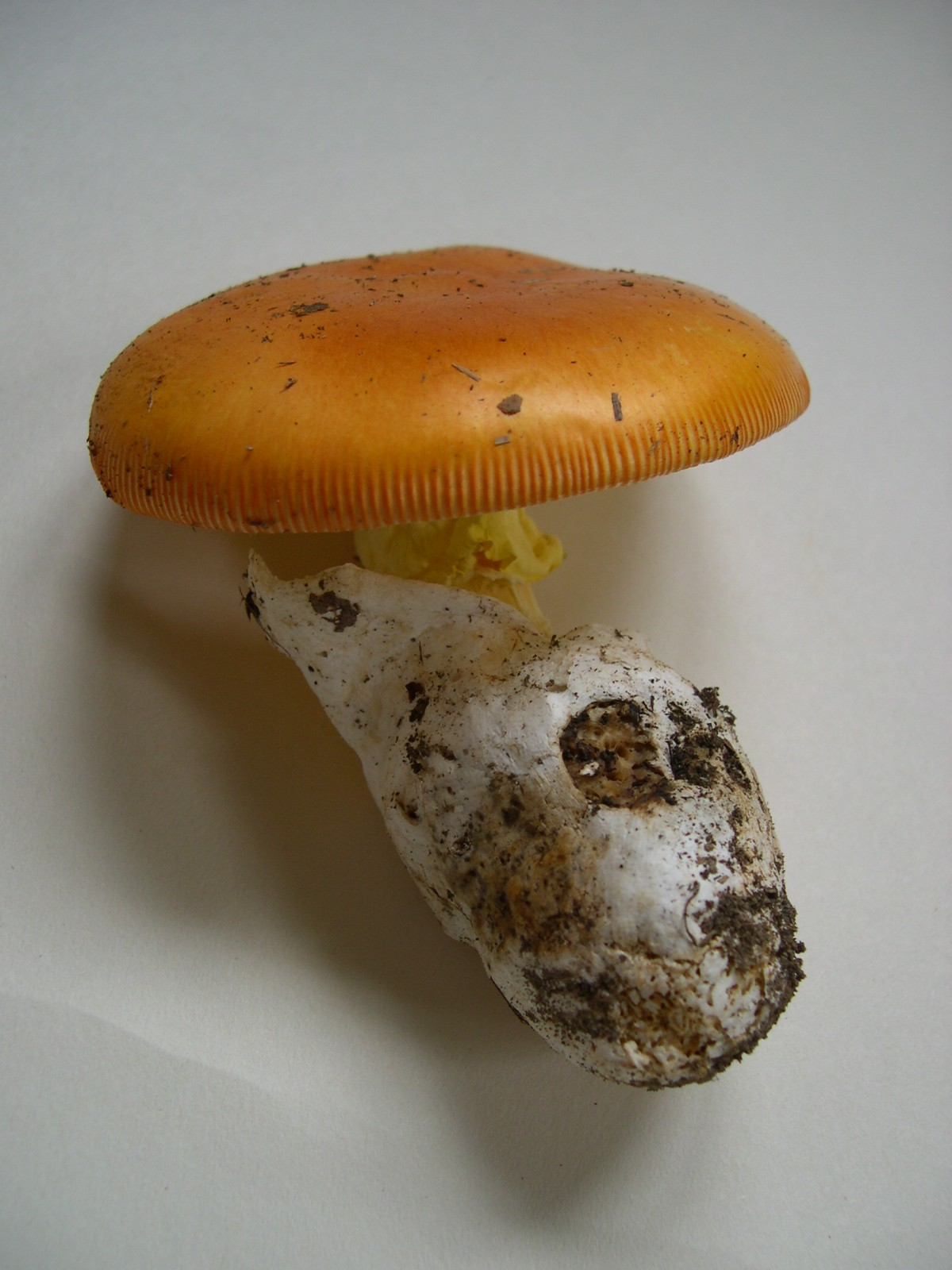
A. caesarea

Può essere confusa con l'Amanita caesarea, dalla quale si distingue per il gambo e le lamelle bianche e per la volva non membranacea, annessa e non libera.